# Сан-Огастін (Техас)
Сан-Огастін (англ. San Augustine) — місто (англ. city) в США, в окрузі Сан-Августин штату Техас. Населення — 1920 осіб (2020).

## Географія
Сан-Огастін розташований за координатами 31°31′47″ пн. ш. 94°6′39″ зх. д. / 31.52972° пн. ш. 94.11083° зх. д. (31.529829, -94.110970).  За даними Бюро перепису населення США в 2010 році місто мало площу 12,44 км², з яких 12,22 км² — суходіл та 0,23 км² — водойми.

## Демографія
Згідно з переписом 2010 року, у місті мешкало 2108 осіб у 796 домогосподарствах у складі 495 родин. Густота населення становила 169 осіб/км².  Було 1003 помешкання (81/км²).
Расовий склад населення:
| - 51,8 % — чорних або афроамериканців - 39,7 % — білих - 0,4 % — азіатів - 0,3 % — корінних американців - 6,9 % — осіб інших рас |

До двох чи більше рас належало 0,9 %. Частка іспаномовних становила 10,5 % від усіх жителів.
За віковим діапазоном населення розподілялося таким чином: 23,9 % — особи молодші 18 років, 53,5 % — особи у віці 18—64 років, 22,6 % — особи у віці 65 років та старші. Медіана віку мешканця становила 43,6 року. На 100 осіб жіночої статі у місті припадало 86,9 чоловіків;  на 100 жінок у віці від 18 років та старших — 78,6 чоловіків також старших 18 років.
Середній дохід на одне домашнє господарство  становив 46 140 доларів США (медіана — 26 144), а середній дохід на одну сім'ю — 61 960 доларів (медіана — 36 563). За межею бідності перебувало 36,6 % осіб, у тому числі 60,8 % дітей у віці до 18 років та 16,3 % осіб у віці 65 років та старших.
Цивільне працевлаштоване населення становило 501 особа. Основні галузі зайнятості: освіта, охорона здоров'я та соціальна допомога — 26,7 %, роздрібна торгівля — 22,6 %, мистецтво, розваги та відпочинок — 10,2 %, виробництво — 8,8 %.